# اس‌ام‌اس شوابن
اس‌ام‌اس اسکوابن (به انگلیسی: SMS Schwaben) یک کشتی بود که طول آن ۱۲۶٫۸ متر (۴۱۶ فوت ۰ اینچ) بود. این کشتی در سال ۱۹۰۱ ساخته شد.